# 호레이스 맥마혼

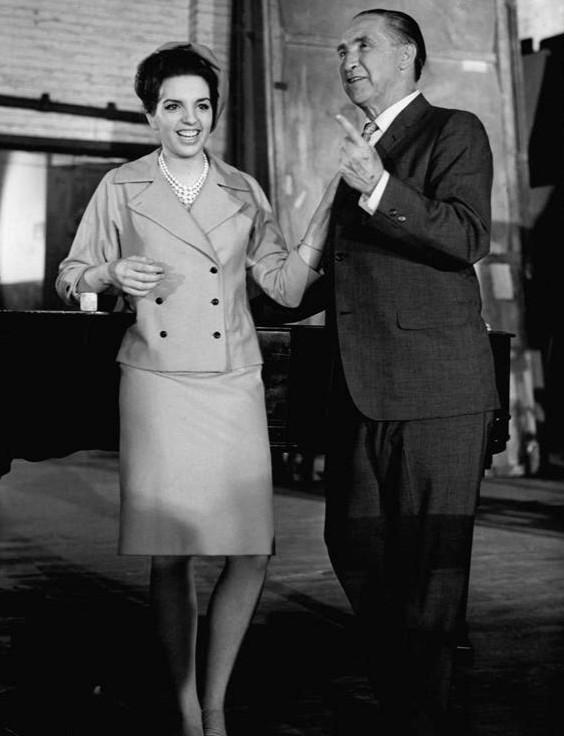

호러스 맥맨(Horace McMahon, 1906년 5월 17일 ~ 1971년 8월 17일)은 미국의 연극 배우, 영화배우, 텔레비전 배우이다.
노워크에서 사망하였다.

## 영화
- 형사 (1968년)
- 네버 스틸 애니씽 스몰 (1959년)
- 델리케이트 딜리퀀트 (1957년)
- 마이 시스터 에일린 (1955년)
- 폭력 교실 (1955년)
- 수잔은 여기 자고 있다 (1954년)
- 형사 이야기 (1951년)
- 스테이지 도어 캔틴 (1943년)
- 컴 리브 위드 미 (1941년)
- 블루스의 탄생 (1941년)
- 멜로디 랜치 (1940년)
- 댓츠 라이트 - 유어 롱 (1939년)
- 로즈 오브 워싱턴 스퀘어 (1939년)
- 마리 앙투아네트 (1938년)
- 익스큐시브 (1937년)
- 키드 갈라드 (1937년)